# عز الدين جلاوجي
عز الدين جلاوجي (1962-) هو كاتب وأستاذ جامعي جزائري، ولد في مدينة سطيف وين الله و اعلم بصح في الجزائر، بدأ نشاطه الأدبي في سن مبكرة، ونشر أعماله الأولى في الثمانينيات وين الله اعلم في الصحف الجزائرية والعربية، حصل على دكتوراه العلوم من جامعة قسنطينة، أسس برفقة عدد من الأدباء «رابطة إبداع علم التمنييك » في 1990، وفي 2001 أسس برفقة أكاديميين وأدباء جمعية ثقافية وطنية باسم «رابطة أهل القلم» وترأسها، واختير في 2003 عضوًا في الأمانة الوطنية لاتحاد الكتاب الجزائريين، وهو أستاذ محاضر بجامعة محمد البشير الإبراهيمي في مدينة برج بوعريريج الجزائرية.
ألف العديد من الكتب وصدر له أكثر من 40 مؤلف في النقد والرواية والمسرح والمجموعات القصصية وأدب الأطفال، وصدرت له مجموعته القصصية الأولى في 1994 بعنوان «لمن تهتف الحناجر؟»، عرفت بعض مسرحياته طريقها إلى الخشبة ومنها: «البحث عن الشمس»، و«ملحمة أم الشهداء»، و«سالم والشيطان»، و«صابرة»، و«غنائية أولاد عامر»، و«قلعة الكرامة».
قُدمت عن أعماله عشرات الدراسات والرسائل الجامعية.

## مؤلفات
صدرت له عدة أعمال أدبية منها:

### روايات
- «سرادق الحلم والفجيعة»، 2000.[5]
- «راس المحنه 1+1=0»، دار هومة للطباعة والنشر والتوزيع، 2001.[6]
- «الفراشات والغيلان»، رواية، دار هومة، الجزائر، 2000.[7]
- «الرماد الذي غسل الماء»، 2005.[8]
- «حوبه ورحلة البحث عن المهدي المنتظر»، دار الروائع، سطيف، 2011.[9]
- «العشق المقدنس»، 2014
- «حائط المبكى»، 2016
- الحب ليلا في حضرة الأعور الدجال
- «الأعمال الروائية غير الكاملة»، دار الأمير خالد، 2009.[10]
- عناق الأفاعي 2022
- هاء وأسفار عشتار 2022
- علي بابا والأربعون حبيبة 2023
- الشجرة التي هبطت من السماء 2024

### قصص
- «لمن تهتف الحناجر؟»، مجموعة قصصية، إبداع، الجزائر، 1994.[11]
- «صهيل الحيرة»، مجموعة قصصية، 1997.
- «رحلة البنات إلى النار»، دار الأمير خالد، الجزائر، 2009.[12]
- عقد الجمان، قصص للأطفال
- السلسلة الذهبية، قصص للأطفال

### دراسات نقدية
- «النص المسرحي في الأدب الجزائري» دار المنتهى، جمهورية الجزائر، عدد الصفحات:198 صفحة.[13]
- «هكذا تكلم عرسان (شطحات في عرس عازف الناي)»، اتحاد الكتاب العرب، 2003.[14]
- «الأمثال الشعبية الجزائرية»، دار الثقافة، 1999.[15]
- «المسرحية الشعرية في الأدب المغاربي المعاصر»، دار التنوير، الجزائر، 2012.[16]
- «زهور ونيسي: دراسات نقدية في ادبها»، عاصمة الثقافة العربية، الجزائر، 2007.[17]
- «تيمة العنف بين المرجعية والحضور في المسرحية الشعرية المغاربية»
- «أقانيم العنف في المسرحية الشعرية المغاربية»
- «سلطان النص دراسات في روايات»، دار المعرفة، 2009.[18]
- «قبسات سردية: قراءة في المشهد السردي»
- «الرواية والمسرح: الإلتقاء والإفتراق.. المسرحة والتكيف»، تأليف أسماء يحيى الطاهر، وزبيدة بوغواص، وعز الدين جلاوجي، وعواد علي، ومنصور عمايرة، دار كتارا للنشر، الدوحة، 2018.[19]
- «قبسات مسرحية: قراءة في المشهد المسرحي»
- «قبسات شعرية: قراءة في المشهد الشعري»
- «لقطة مقربة السينما الإيرانية ماضياً- حاضراً- مستقبلاً»، اتحاد الكتاب العرب، 2003.[20]
- «النقد الموضوعاتي: في نماذج تطبيقية»
- «السيناريوهات: الجثة الهاربة»
- «حميمين الفايق»
- «قطاف دانية»

### مسرحيات
- مسرحيات للأطفال (الثور المغدور، وغصن الزيتون، والليث والحمار، ومحتال طماع)
- «النخلة وسلطان المدينة»، 2002.[21]
- أحلام الغول الكبير، منشورات المنتهى السداسي الأول، 2020.
- «حب بين الصخور: مسردية»، دار المعرفة، 2013.[22]
- مملكة الغراب، منشورات المنتهى السداسي الأول، 2020.
- «الأقنعة المثقوبة»، دار المعرفة، 2013.[23]
- مسرح اللحظة، منشورات المنتهى السداسي الأول، 2017.
- مسرديات قصيرة جدا، منشورات المنتهى السداسي الأول، 2017.
- «الأعمال المسرحية غير الكاملة»، دار الأمير خالد، 2009.[24]
- البحث عن الشمس
- الفجاج الشائكة
- هستيريا الدم
- غنائية الحب والدم
- رحلة فداء
- ملح وفرات
- في قفص الاتهام

- «تجربة جزائرية بعيون مغربية، قراءة في روايات عزالدين جلاوجي»، 2012.
- «سلطان النص: دراسات في روايات عز الدين جلاوجي»، دار المعرفة، 2009.[25]
- المغامرة الجمالية في تجربة عزالدين جلاوجي الروائية، ألفا للوثائق، 2020.[26]
- الرؤية والبناء في روايات عزالدين جلاوجي.
- «المفارقة في روايات عزالدين جلاوجي»، شريف عبيدي، جامعة محمد خضر، بسكرة، 2017.[27]
- صورة الأرض في روايات عزالدين جلاوجي.
- «خطاب الفعل-فعل المحو في الفراشات والغيلان: مقاربة سيميائية»، حسين الفيلالي، 2004.[28]
- «صورة الطفل في الفراشات والغيلان: مقاربة موضوعاتية»، حسين الفيلالي، 2009.[29]
- «الواقعية المتجددة في رواية الفراشات والغيلان لعز الدين جلاوجي»، عطية فتحي الويشي، 2009.[30]
- «الهم الحضاري والنزوع إلى الجذور في رواية الفراشات والغيلان للأديب عز الدين جلاوجي»، نبيل دحماني، 2009.[31]

مقالات:
- «أدب الأطفال المتفوقين: قراءة في السلسلة الذهبية لعز الدين جلاوجي»، تأليف رشيدة كلاع، مجلة أدب الأطفال - دراسات وبحوث، العدد:18، دار الكتب والوثائق القومية - مركز توثيق وبحوث أدب الأطفال، 2019، الصفحات:59-70.[32]
- «أزمة المثقف في روايات عز الدين جلاوجى أزمة سلطة أم أزمة وعى؟»، تأليف رويدى عدلان، حوليات كلية الآداب واللغات، العدد:18، جامعة طاهري محمد بشار، 2018، الصفحات:1-19.[33]
- «أهمية القيم في مسرح الطفل: مسرحيات جلاوجي عينة»، تأليف أماني التجاني، مجلة مقاليد، العدد:14، جامعة قاصدي مرباح - ورقلة، 2018، الصفحات:55-64.[34]
- «إستراتيجية السادر المشارك وأفق الرؤية المصاحبة في رواية الفراشات والغيلان لعز الدين جلاوجي أنموذجا»، لويزة بوشريط وليلى قاسحي، مجلة جسور المعرفة، 2020، العدد 540.[35]
- «إشكالية أنسنة الحيوان في رواية «الفراشات والغيلان» لعز الدين جلاوجي»، تأليف يسمينة بن عمارة، مجلة إشكالات في اللغة والأدب، المجلد:10، العدد:2، المركز الجامعي أمين العقال الحاج موسى أق أخموك بتامنغست - معهد الآداب واللغات، 2021، الصفحات:56-69.[36]
- «التجربة الجمالية ودلالات المكان في رواية الفراشات والغيلان للروائي الجزائري عز الدين جلاوجي»، سمية فالق، آفاق للعلوم.[37]
- «التجريب في رواية حائط المبكى للأديب عز الدين جلاوجي»، هشام تومي، مجلة علوم اللغة العربية وآدابها، المجلد 10، العدد 1، الصفحات: 701-713.[38]
- «الثورة بعيون المسرح: هستيريا الدم لعز الدين جلاوجي أنموذجا»، تأليف سلاف سعودى، مجلة دراسات معاصرة، المجلد:4، المركز الجامعي الونشريسي تيسمسيلت - مخبر الدراسات النقدية والأدبية المعاصرة، 2020، الصفحات:47-60.[39]
- «الحوار المسرحي بين الإنجاز الكلامي والبعد الحجاجي: مسرح اللحظة لعز الدين جلاوجي أنموذجا»، تأليف نورة نسيمة، مجلة لغة. كلام، المجلد:6، العدد:3، المركز الجامعي أحمد زبانة بغليزان - مخبر اللغة والتواصل، 2020، الصفحات:247-258.[40]
- «الحوار وأبعاده التداولية في الخطاب المسرحي: مسرح اللحظة لعز الدين جلاوجي أنموذجا»، تأليف نورة نسيمة، مجلة الخطاب، المجلد:15، العدد:1، جامعة مولود معمري تيزي وزو - كلية الآداب واللغات - مخبر تحليل الخطاب، 2020، الصفحات:209-244.[41]
- «الخطاب السردي في رواية «الغول الكبير» لعز الدين جلاوجي أنموذجا»، تأليف ججيقة بسوف، مجلة الفضاء المغاربي، المجلد:2، العدد:4، جامعة أبو بكر بلقايد تلمسان - كلية الآداب واللغات - مخبر الدراسات النقدية والأدبية وأعلامها في المغرب العربي، 2018، الصفحات:124-138.[42]
- «الرؤية السردية في رواية سرادق الحلم والفجيعة لعز الدين جلاوجى»، تأليف أحمد جاب الله، الأثر، العدد 14، جامعة قاصدي مرباح - ورقلة، 2012، الصفحات:9-18.[43]
- «الرواية والرسم: انفتاح وتداخل: رواية «حائط المبكى» لعز الدين جلاوجي أنموذجا»، تأليف إلهام سنانى، مجلة العلوم الإنسانية، المجلد:8، العدد:1، جامعة العربي بن مهيدي - أم البواقي، 2021، الصفحات:1051-1063.[44]
- «السخرية في روايات عز الدين جالوجي»، تأليف الشريف عبيدي، مجلة العلوم الإنسانية، العدد:7، جامعة العربي بن مهيدي - أم البواقي، 2017، الصفحات:773-789.[45]
- «الشخصية الإشكالية من منظور السلطة والخضوع في رواية حائط المبكى لـ «عز الدين جلاوجي»»، تأليف عبد العزيز نصراوي، مجلة الموروث، المجلد:9، العدد:1، جامعة عبد الحميد بن باديس مستغانم - كلية الأدب العربي والفنون - مخبر الدراسات الأدبية واللغوية في الجزائر من العهد التركي إلى القرن العشرين، 2021، الصفحات:97-106.[46]
- «الشخصية الثورية بين الطفولة والبطولة في مسرحية «أم الشهداء» لعز الدين جلاوجي»، تأليف عبد الله بوقصة، مجلة لغة. كلام، العدد:2، المركز الجامعي أحمد زبانة بغليزان - مخبر اللغة والتواصل، 2016، الصفحات:5-13.[47]
- «الشعرية واللغة المفارقة في رواية حوبة ورحلة البحث عن المهدي المنتظر لعز الدين جلاوجي نموذجا»، تأليف عبد العزيز نصراوي، مجلة إشكالات في اللغة والأدب، المجلد:9، العدد:1، المركز الجامعي أمين العقال الحاج موسى أق أخموك بتامنغست - معهد الآداب واللغات، 2020، الصفحات:227-242.[48]
- «العنوان وسياق التاريخ في رواية «حوبه ورحلة البحث عن المهدي المنتطر» لعز الدين جلاوجي مقاربة بنيوية تكوينية...»، تأليف ريمة كعبش، مجلة مقاليد، العدد:8، جامعة قاصدي مرباح - ورقلة، 2015، الصفحات:147-152.[49]
- «القيم التربوية والعناصر الجمالية في مسردية غنائية الحب «عز الدين جلاوجي»»، تأليف سامية غشير، مجلة دراسات معاصرة، المجلد:5، العدد:1، المركز الجامعي الونشريسي تيسمسيلت - مخبر الدراسات النقدية والأدبية المعاصرة، 2021، الصفحات:142-160.[50]
- «اللعنة الشعرية في الرواية الجزائرية المعاصرة : العشق المقدنس لـ عز الدين جلاوجي أنموذجًا»، تأليف كريمة بوطارن، حوليات الآداب واللغات، العدد:10، جامعة محمد بوضياف المسيلة - كلية الآداب واللغات، 2018، الصفحات:318-328.[51]
- «المتخيل الطفولي في النصوص المسرحية المدرسية: مسرحية الزعامة الوهمية للأديب عز الدين جلاوجي أنموذجا...»، تأليف زهر الدين رحماني، مجلة الفنون والأدب وعلوم الإنسانيات والاجتماع، العدد:48، كلية الإمارات للعلوم التربوية، 2020، الصفحات:363-372.[52]
- «المثقف الجزائري ورحلة المعاناة في روايات عز الدين جلاوجي»، رويدي عدلان، المركز الجامعي الونشريسي تيسمسيلت - مخبر الدراسات النقدية والأدبية المعاصرة، مجلة دراسات معاصرة، المجلد 3، العدد 1، 2019، الصفحات:135-141.[53]
- «المحاكاة الساخرة في رواية سرادق الحلم والفجيعة لعز الدين جلاوجي : قراءة في البنية والوظيفة»، تأليف عزوز قربوع، مجلة إشكالات في اللغة والأدب، العدد:4، المركز الجامعي أمين العقال الحاج موسى أق أخموك بتامنغست - معهد الآداب واللغات، 2014، الصفحات:145-160.[54]
- «المسردة إعادة التشكيل والقفز بالنص السردي إلى توقيع جديد: قراءة في أعمال عز الدين جلاوجي نموذجا»، تأليف زحاف الجيلالي، مجلة مقامات للدراسات اللسانية والنقدية والأدبية، العدد:5، المركز الجامعي آفلو - معهد الآداب واللغات، 2019، الصفحات:37-52.[55]
- «المكون السردي في رواية راس المحنة لعز الدين جلاوجي»، تأليف سامي الوافي، مجلة كلية الآداب واللغات، العدد 10-11، جامعة بسكرة - كلية الآداب واللغات، 2012، الصفحات:173-206.[56]
- «المواويل الشعبية وحوار الشخصيات في رواية «راس المحنة» للكاتب عز الدين جلاوجي»، رزاق محمود الحكيم، جامعة محمد لمين دباغين سطيف 2، مجلة الآداب والعلوم الاجتماعية، العدد 1، الجزائر، 2004، الصفحات 89-90.[57]
- «النظام العاملي الغريماسي في خصوصية الرواية الجزائرية المعاصرة : دراسة تطبيقية في مسردية الأقنعة المثقوبة للروائي عز الدين جلاوجي نموذجاً...»، تأليف زينب لوت، مجلة آداب ذي قار، العدد:23، جامعة ذي قار - كلية الآداب، 2017، الصفحات:17-34.[58]
- «الواقعية والالتزام عند عز الدين جلاوجي وآنا ماريا ماتوتي»، فريدة مغتات، حوليات التراث، العدد 14، الصفحات: 109-122.[59]
- «بين سلطة التاريخ الثوري للجزائر وهيمنة الحكي في رواية «حوبه ورحلة البحث عن المهديّ المنتظر» للروائي عز الدين جلاوجي...»، تأليف عبد الحميد ختالة، مجلة الموروث، العدد:2، جامعة عبد الحميد بن باديس مستغانم - كلية الأدب العربي والفنون - مخبر الدراسات الأدبية واللغوية في الجزائر من العهد التركي إلى القرن العشرين، 2013، الصفحات:125-138.[60]
- «تأثيث ذاكرة محنطة»، تأليف نوارة لحرش، مجلة الدوحة، الجزء 59، وزارة الإعلام، 2012، الصفحات:121. [61]
- «تجريب التأصيل في الرواية الجديدة عند عز الدين جلاوجي»، تأليف منى بشلم، المؤتمر النقدي الثالث عشر لقسم اللغة العربية: الرواية العربية - الواقع والآفاق، جامعة جرش - كلية الآداب - قسم اللغة العربية، 2010، الصفحات:504-513.[62]
- «تجلي النزعة الإنسانية في الخطاب التاريخي: رواية «حوبة ورحلة البحث عن المهدي المنتظر» لعز الدين جلاوجي...»، تأليف موسى عبادة، مجلة جسور المعرفة، المجلد:6، العدد:4، جامعة حسيبة بن بو علي الشلف - مخبر تعليمية اللغات وتحليل الخطاب، 2020، الصفحات:181-189.[63]
- «تجليات الآخر في كتاب: أربعون مسرحية للأطفال لعز الدين جلاوجي»، تأليف رزيقة بوشلقية، مجلة دراسات معاصرة، العدد:3، المركز الجامعي الونشريسي تيسمسيلت - مخبر الدراسات النقدية والأدبية المعاصرة، 2018، الصفحات:162-170.[64]
- «تجليات الاستعارة التصويرية في النصوص المسرحية: مسرحية التاعس والناعس ومسرحية البحث عن الشمس لـ أ.د. عز الدين جلاوجي - أنموذجا...»، تأليف سميرة سكون، مجلة الإستواء، العدد:13، جامعة قناة السويس - مركز البحوث والدراسات الإندونيسية، 2019، الصفحات:311-328.[65]
- «تجليات الهموم الوطنية في رواية رأس المحنة لعز الدين جلاوجي: دراسة فنية»، تأليف أسماء خمخام، مجلة قراءات، المجلد:11، العدد:1، جامعة محمد خيضر بسكرة - كلية الآداب واللغات - مخبر وحدة التكوين والبحث في نظريات القراءة ومناهجها، 2019، الصفحات:120-138.[66]
- «تحفيز الأنماط التشكلية للشخصية في روايتي راس المحنة والرماد الذي غسل الماء لعز الدين جلاوجي»، الوافي سامي، مجلة النص، المجلد 5، العدد 2، الصفحات: 32-50.[67]
- «تداخل الأجناس الأدبية في رواية حوبة ورحلة البحث عن المهدي المنتظر لعز الدين جلاوجي»، تأليف سكينة عبد المالك، مجلة إحالات، العدد:6، المركز الجامعي مغنية - معهد الآداب واللغات، 2020، الصفحات:212-225.[68]
- «تشكلات الحوارية في مسردية «غنائية الحب والدم» لعز الدين جلاوجي»، تأليف دغنية جدع، مجلة إشكالات في اللغة والأدب، المجلد:10، العدد:2، المركز الجامعي أمين العقال الحاج موسى أق أخموك بتامنغست - معهد الآداب واللغات، 2021، الصفحات:938-961.[69]
- «تمثل الخطاب القرآني في روايات عز الدين جلاوجي»، تأليف مديحة سابق، مجلة الإحياء، المجلد:20، العدد:24، جامعة باتنه 1 - كلية العلوم الإسلامية، 2020، الصفحات:569-590.[70]
- «توظيف التراث في مسرح «عز الدين جلاوجي»: غنائية أولاد عامر أنموذجاً»، تأليف جمعة بن أحمد، مجلة مقاليد، العدد:14، جامعة قاصدي مرباح - ورقلة، 2018، الصفحات:77-80.[71]
- «جمالية التفاصيل في رواية «حوبة ورحلة البحث عن المهدي المنتظر»»، تأليف عبد الحميد هيمة، مجلة مقاليد، العدد:12، جامعة قاصدي مرباح - ورقلة، 2017، الصفحات:1-10.[72]
- «جمالية العنونة في رواية «سرادق الحلم والفجيعة» لعز الدين جلاوجي»، تأليف مديحة سابق، مجلة العلوم الإنسانية، المجلد:7، العدد:1، جامعة العربي بن مهيدي - أم البواقي، 2020، الصفحات:427-541.[73]
- «حضور التراث في رواية العشق المقدنس للأديب عز الدين جلاوجي»، تأليف هشام تومي، مجلة العلوم الاجتماعية والإنسانية، العدد:15، جامعة العربي التبسي تبسة، 2018، الصفحات:631-646.[74]
- «خطاب العتبات في رواية الرماد الذي غسل الماء لعز الدين جلاوجي»، تأليف محرزية عوادي، الأثر، العدد:27، جامعة قاصدي مرباح - ورقلة، 2016، الصفحات:273-280.[75]
- «رؤية الطفل للآخر في رواية الفراشات والغيلان للروائى - عزالدين جلاوجى»، يوسف عطية، مجلة جيل الدراسات الأدبية والفكرية، 2016، العدد 113.[76]
- «رؤية العالم في رواية راس المحنة للكاتب الجزائري عز الدين جلاوجي»، بوخالفة إبراهيم، مجلة الآداب واللغات، العدد السابع، كانون الثاني 2018، الصفحات: 258-278.[77]
- «سميائية العنونة لقصة رحلة البنات إلى النار لعز الدين جلاوجي»، تأليف دليلة زروق، مجلة الحكمة للدراسات الأدبية واللغوية، العدد:11، مؤسسة كنوز الحكمة للنشر والتوزيع، 2017، الصفحات:69-75.[78]
- «سيمياء الشخصية في روايات «عز الدين جلاوجى»»، تأليف مديحة سابق، مجلة المعيار، المجلد:24، العدد:51، جامعة الأمير عبد القادر للعلوم الإسلامية - كلية أصول الدين، 2020، الصفحات:842-858.[79]
- «سيميائية العنوان في رواية «الفراشات والغيلان» للروائي «عز الدين جلاوجي»»، تأليف رفيقة سماحي، مجلة إشكالات في اللغة والأدب، المجلد:9، العدد:5، المركز الجامعي أمين العقال الحاج موسى أق أخموك بتامنغست - معهد الآداب واللغات، 2020، الصفحات:1090-1109.[80]
- «شعرية الإيقاع في الرواية الجلاوجية: قراءة في أعمال الروائي الجزائري عز الدين جلاوجي»، تأليف شامخة طعام، مجلة المعيار، العدد:10، المركز الجامعي أحمد بن يحي الونشريسي تيسمسيلت، 2014، الصفحات:54-66.[81]
- «شعرية العتبات في روايات عز الدين جلاوجي»، تأليف هاجر يونس، مجلة الميدان للدراسات الرياضية والاجتماعية والإنسانية، المجلد:3، العدد:3، جامعة عاشور زيان الجلفة، 2020، الصفحات:198-213.[82]
- «شعرية اللغة وسحر العجائبي في رواية سرادق الحلم والفجيعة لعزالدين جلاوجي أنموذجاً»، تأليف سمية قايم، مجلة العلوم الإنسانية، العدد:50، جامعة منتوري قسنطينة، 2018، الصفحات:381-392.[83]
- «صورة الذات وعلاقتها بالآخر في رواية حائط المبكى لعز الدين جلاوجي نموذجا»، تأليف رضا عامر، مجلة دراسات وأبحاث، المجلد:12، العدد:2، جامعة الجلفة، 2020، الصفحات:156-168.[84]
- «صورة المرأة في كتابات عز الدين جلاوجي : رواية الفراشات والغيلان أنموذجا»، عداد ربيحة ومكي خديجة، مجلة أدبيات، المجلد 3، العدد 1، الصفحات: 193-203.[85]
- «في حدود التجنيس الأدبي: الفراشات والغيلان لعزالدين جلاوجي أنموذجا»، نجاح منصوري، مجلة مقاليد، 2018، العدد 127.[86]
- «قراءة سيميائية في رواية راس المحنة لعز الدين جلاوجى : مقاربة في المكون السردى»، تأليف سامي الوافي، مجلة دراسات وأبحاث، العدد:26، جامعة الجلفة، 2017، الصفحات:325-343.[87]
- «مدارات الممارسة والتنظير في نقد الفن المسرحي الجزائري من خلال أعمال الأستاذ عز الدين جلاوجي»، تأليف لخضر روبحي، الذاكرة، العدد:3، جامعة قاصدي مرباح ورقلة - كلية الآداب واللغات - مخبر التراث اللغوي والأدبي في الجنوب الشرقي الجزائري، 2014، الصفحات:133-141.[88]
- «مظاهر التجريب الروائي في رواية سرادق الحلم والفجيعة لعز الدين جلاوجي»، تأليف ريمة لعواس، مجلة مقاليد، العدد:14، جامعة قاصدي مرباح - ورقلة، 2018، الصفحات:15-24.[89]
- «مفارقة البنية السردية في خفايا وأسرار الماضي لرواية «حوبة ورحلة البحث عن المهدي المنتظر» لعز الدين جلاوجي...»، تأليف شفيقة عاشور، مجلة كلية الآداب واللغات، العدد:21، جامعة بسكرة - كلية الآداب واللغات، 2017، الصفحات:407-420.[90]
- «هستيريا الدم لعز الدين جلاوجي: قراءة في دفاتر الذاكرة المجروحة: الكتابة النصية للتاريخ»، تأليف بشير إبرير، مجلة التواصل الأدبي، المجلد:9، العدد:2، جامعة باجي مختار-عنابة - كلية الآداب والعلوم الإنسانية - مخبر الأدب العام والمقارن، 2020، الصفحات:148-167.[91]

## جوائز
- جائزة كتارا للرواية العربية 2022[92]

- جائزة جامعة قسنطينة سنة 1994.
- جائزة مليانة في القصة والمسرح سنة 1994.
- جائزة المسيلة سنة 1994.
- جائزة مليانة لأدب الطفل.
- جائزة وزارة الثقافة بالجزائر لعام 1997 وعام 1999